# Дрізд індостанський
Дрізд індостанський (Turdus simillimus) — вид горобцеподібних птахів родини дроздових (Turdidae). Мешкає в Індії і на Шрі-Ланці.

## Опис
Довжина птаха становить 19-20 см. Самці мають чорнувате забарвлення, голова більш темна, нижня частина тіла світліша. Навколо очей широкі жовтувато-оранжеві кільця, дзьоб і лапи жовтувато-оранжеві. Самиці мають більш світле, коричнювате забарвлення.

## Підвиди
Виділяють чотири підвиди:
- T. s. nigropileus (Lafresnaye, 1840) — північні Західні Гати і Східні Гати;
- T. s. simillimus Jerdon, 1839 — Західні Гати і гори Нілґірі;
- T. s. bourdilloni (Seebohm, 1881) — гори на півдні Керали і в штаті Тамілнад;
- T. s. kinnisii (Blyth, 1851) — гори на острові Шрі-Ланка.

## Поширення і екологія
Індостанські дрозди живуть в гірських тропічних лісах, в чагарникових заростях, на плантаціях і в садах, на висоті понад 700 м над рівнем моря. Взимку частина популяції мігрує в долини.